# 利拉赫河
49°37′37″N 11°15′1″E / 49.62694°N 11.25028°E

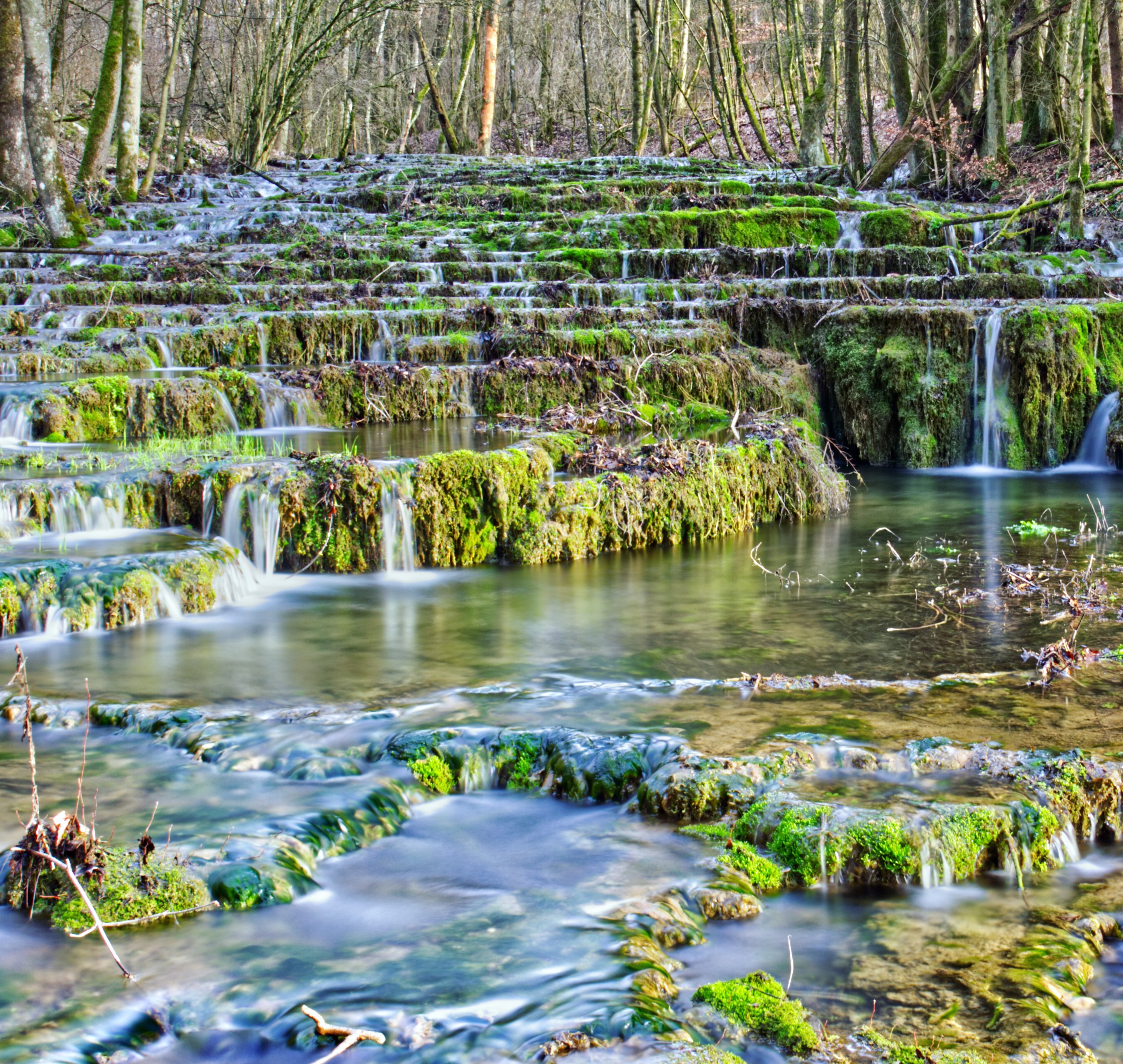

利拉赫河（德語：Lillach），是德國的河流，位於該國東南部，由巴伐利亞負責管轄，屬於奧巴赫河的左支流，河道全長2.8公里，發源自格雷芬貝格，河口處在魏森奧厄附近。